# Grönösjön
Grönösjön är en sjö i Lessebo kommun i Småland och ingår i Lyckebyåns huvudavrinningsområde. Sjön har en area på 0,185 kvadratkilometer och ligger 230,1 meter över havet.

## Delavrinningsområde
Grönösjön ingår i det delavrinningsområde (629699-148016) som SMHI kallar för Utloppet av Yggerydssjön. Medelhöjden är 210 meter över havet och ytan är 33,25 kvadratkilometer. Räknas de 8 avrinningsområdena uppströms in blir den ackumulerade arean 109,01 kvadratkilometer. Avrinningsområdets utflöde Lyckebyån mynnar i havet. Avrinningsområdet består mestadels av skog (86 procent). Avrinningsområdet har 1,97 kvadratkilometer vattenytor vilket ger det en sjöprocent på 5,9 procent.